# Dustin Milligan
Dustin Milligan (Yellowknife; 28 de julio de 1985) es un actor canadiense. Es conocido por haber interpretado a Ethan Ward en la serie 90210.

## Biografía
Dustin Milligan, hijo de Brian Milligan y de Jean Wallace, nació en Yellowknife, Territorios del Noroeste, Canadá.
En 2008 comenzó a salir con la actriz Jessica Stroup, pero la relación terminó en 2010. Desde ese mismo año, sale con la actriz Amanda Crew.

## Carrera
En 2006 se unió al elenco principal de la serie dramática Runaway de la cadena The CW Network, donde interpretó a Jason Holland y Henry Rader, hasta 2008, cuando la serie fue cancelada.
Ese mismo año apareció en las películas Destino final 3, donde dio vida a Marcus, una de las víctimas luego de que una montaña rusa se desprendiera, en Slither y en El efecto mariposa 2, donde apareció como Trevor Eastman.
También apareció como uno de los protagonistas del telefilm Eight Days to Live, de la cadena canadiense CTV Television Network, donde interpretó a Joe Spring.
En 2007 apareció en la película In the Land of Women, donde interpretó a Eric Watts. En la película compartió créditos con los actores Kristen Stewart, Adam Brody y Meg Ryan. Ese mismo año apareció en la película The Messengers, en el rol de Bobby, el interés romántico de Jessica "Jess" Solomon (Kristen Stewart).
También apareció en la película Butterfly on a Wheel, dando vida a Matt Ryan, el hijo de Tom Ryan (Pierce Brosnan). 
Milligan ha aparecido como invitado en series de televisión como The Days, Andrómeda, The Dead Zone, Alice, I Think, Supernatural y Da Vinci's City Hall.
En 2008 se unió al elenco principal de la serie 90210 donde interpretó a Ethan Ward, hasta el 2009.
En 2013 apareció junto a la actriz Aimee Teegarden en el video musical de la canción "Made in the USA", de la cantante Demi Lovato.
En 2015 se unió al elenco principal de la serie X Company donde interpreta al agente Tom Cummings, un miembro de la resistencia.
Ese mismo año se unió al elenco recurrente de la serie Schitt's Creek donde daba vida a Ted Mullens.
Entre 2016 y 2017 participó en las dos temporadas de la serie Dirk Gently's Holistic Detective Agency, de BBC America y Netflix, en el papel del Sargento Hugo Friedkin.
En 2018 participó en el tercer episodio de la cuarta temporada de la serie Blindspot de NBC, en el papel secundario de Lincoln, siendo el sobrino del director del FBI Matthew Weitz y recluta de Quantico.

## Filmografía

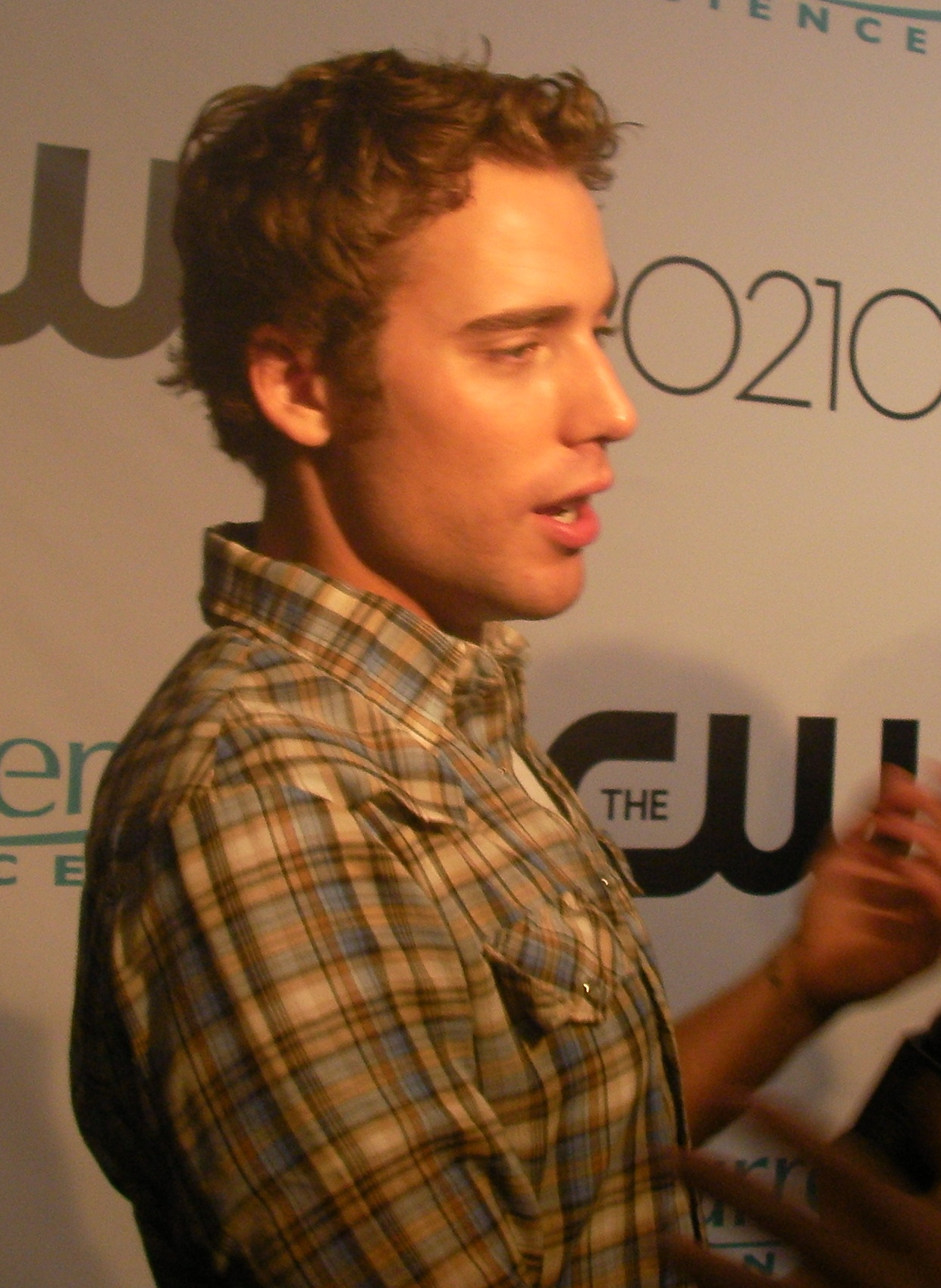
Milligan en 2008.

### Televisión
| Año       | Título                                  | Personaje              | Notas                |
| --------- | --------------------------------------- | ---------------------- | -------------------- |
| 2021      | Rutherford Falls                        | Josh Carter            | -                    |
| 2018      | Blindspot                               | Lincoln                | 1 episodio           |
| 2016-2017 | Dirk Gently's Holistic Detective Agency | Sargento Hugo Friedkin | Personaje secundario |
| 2015-2016 | Schitt's Creek                          | Ted Mullens            | 14 episodios         |
| 2015-2016 | X Company                               | Tom Cummings           | 18 episodios         |
| 2008      | About a Girl                            | Stan                   | 5 episodios          |
| 2008      | Runaway                                 | Henry                  | 9 episodios          |
| 2008      | Supernatural                            | Alan J. Corbett        | 1 episodio           |
| 2008      | 90210                                   | Ethan Ward             | 24 episodios         |
| 2006      | The Dead Zone                           | Randy                  | 1 episodio           |
| 2006      | Alice, I Think                          | Mark Conners           | 1 episodio           |
| 2005      | Da Vinci's City Hall                    | Chad Markowitz         | 1 episodio           |
| 2004      | The Days                                | Steve Colter           | 2 episodios          |
| 2004      | Dead Like Me                            | Jude Deshnel           | 1 episodio           |
| 2004      | Andrómeda                               | Lon                    | 1 episodio           |

### Cine
| Año  | Título                                        | Personaje             | Notas    |
| ---- | --------------------------------------------- | --------------------- | -------- |
| 2004 | Perfect Romance                               | Raper                 | Telefilm |
| 2005 | Hush                                          | Billy                 | Telefilm |
| 2005 | Amber Frey: Witness for the Prosecution       | Vendedor de la tienda | Telefilm |
| 2005 | The Long Weekend                              | Ed                    |          |
| 2005 | A Perfect Note                                | Ripper                | Telefilm |
| 2006 | Man About Town                                | Joven Dooley          |          |
| 2006 | Destino final 3                               | Marcus                | Cameo    |
| 2006 | Slither                                       | Joven dibujado        |          |
| 2006 | Eight Days To Live                            | Joe Spring            | Telefilm |
| 2006 | Nostalgia Boy                                 | Joven                 |          |
| 2006 | The Butterfly Effect 2                        | Trevor Eastman        |          |
| 2007 | In the Land of Women                          | Eric Watts            |          |
| 2007 | The Messengers                                | Bobby                 |          |
| 2007 | Butterfly on a Wheel                          | Matt Ryan             |          |
| 2008 | Eva                                           | Lucien                |          |
| 2009 | Extract                                       | Brad                  |          |
| 2010 | Gunless                                       | Jonathan Kent         |          |
| 2010 | Repeaters                                     | Kyle Halsted          |          |
| 2011 | Shark Night 3D                                | Nick                  |          |
| 2012 | la mejor navidad de nuestras vidas (película) | Sam                   |          |
| 2015 | Demoníaco                                     | John                  |          |
| 2024 | Hot Frosty                                    | Snowman               |          |